# Xã Upper Merion, Quận Montgomery, Pennsylvania
Xã Upper Merion (tiếng Anh: Upper Merion Township) là một xã thuộc quận Montgomery, tiểu bang Pennsylvania, Hoa Kỳ. Năm 2010, dân số của xã này là 28.395 người.